# Filexilia longifurca
Filexilia longifurca är en kräftdjursart som först beskrevs av Nicolaus Gustavus Bodin 1964.  Filexilia longifurca ingår i släktet Filexilia och familjen Ameiridae. Inga underarter finns listade i Catalogue of Life.